# 雅利安人
雅利安人（英語：Aryan）一般指印度西北部的一支族群。而在當今學術界，這個術語在大多數情況下指“印度-伊朗人”，即講“印度-伊朗語族”語言的人；現在“雅利安”幾乎僅用於語言學術語印度-雅利安語支中，“雅利安人”就是講這個語支的語言的人，主要指印度-雅利安人。
雅利安人原本为印度-伊朗人的自称，也是“伊朗”这一词的语源。在梵文经典中，这一词被用于指称“贵族阶层”。
印度-雅利安語支是印歐語系的分支。據目前的考古研究與學術界的假說，印度-雅利安語支可能源自西伯利亞西部的辛塔什塔文化。與其他印歐語系人群在東歐大草原有共同的起源。
但根據目前最新的考古研究與分子人類學研究，原始印歐人被推測發源於東歐大草原，透過考古基因還原，原始印歐人的長相是淺膚色，金髮，淺色眼睛。

## 語源
阿唎耶一词源於天城體梵文：（ārya），意为“光榮的，可敬的、高尚的”。印度北部也叫“雅利安·伐爾塔”，巴利文的“雅利安·阿雅塔南”（ariyam ayatanam，可解為“雅利安人的國土”）。耆那教经典也经常提到雅利亚和蔑戾车之间的差别；在泰米尔文献中，北印度的国王是指雅利安人的国王。種姓制度把人分成“雅利安瓦爾那”与“達薩瓦爾那”。

## 傳統意義

### 南亞用法
在佛教中，阿唎耶或阿哩耶是聖的意思，ariya-puggala是聖人的意思，即證悟四聖諦的人，包括了佛陀與證道的聖弟子。在佛教、耆那教和印度教中，雅利安人的概念不必然關聯於族群或人種。然而这词的来源一般被认为是印度-伊朗人征服印度的途中的自称。

### 中亞用法
大夏國自稱阿里亞（αριαο [arjaː]，注意此处显示的是大夏文希腊字体，正常大夏文字体更加狂草及连体，显示为类似“oριoο”的字体如同粟特文的形式）。

### 西亞用法
在古波斯的阿維斯陀語經典《阿維斯陀》中明確使用airya/airyan作為族群名稱（Vd. 1; Yt. 13.143-44, etc.），其含義就是伊朗人。

## 納粹概念
在十九世纪，由于对于梵文佛經的误解，一些西方学者产生了种族主义的观念：认为一支金髮且膚色白皙的北欧“雅利安人”从北欧出发，征服了世界各处，而创始了各大文明。在此之后，他们和各地当地人种通婚混血，而变得不纯正。
以上述理论为基础，二十世紀初，纳粹德国把優等民族（Herrenrasse）稱為雅利安人。他们认为德国人是血统最纯正的北欧民族之一，而对犹太人和吉普赛人施行歧视、征服和灭绝策略。纳粹黨通過種族清洗，把德國國內剩下來的、優秀的人口冠上「雅利安人」一名稱。這群人就是希特勒口中高挑如木、堅硬如鐵的優秀種族。
纳粹黨員常常改变「雅利安」本义，在优生学之外，更常用“雅利安”一詞指称“纯粹的德国人”，从而达到歧视其它人种比如拉丁人、斯拉夫人的目的，雖然拉丁人與斯拉夫人亦屬於納粹黨說的雅利安人。
納粹黨追求優秀種族，就算是雅利安人也常常被肅清甚至殺害，他們透過迫害所謂的次等人類来達到目的，特别針對德國國內的殘疾人士、同性恋人士、精神病患者、德國犹太人、和德國境內的羅姆人等。

## 曾经的學術界用法
學者研究印度最古老的诗歌总集《梨俱吠陀》和其他古印度书籍，得出一個说法，在古代，有一个叫“雅利安人”的人群从印度西北部（即旁遮普五河地带）向东南进发，到达恒河流域以及阎牟拿河中游地区，逐步占领了整个印度次大陆。在18世纪及以前，雅利安人还仅仅相当于现在的“印度-雅利安人”的概念。
在19世纪，马克斯·穆勒提出了雅利安人入侵印度假说。
约瑟夫-阿瑟·高比诺、豪斯顿·张伯伦等学者对“雅利安人”的概念进行了扩大，“雅利安人”的概念被从印度-雅利安人扩大到原始印欧人。他们认为原始印欧人是金发碧眼的北欧人種，之后扩散并征服了各其他人种，建立文明。这一理论已被证明不可靠。如今印欧人的发源地有多种假说，但不包括北欧(另一說是北歐人種是自南方遷入北歐)。